# ماريو إيلي
ماريو إيلي (بالإنجليزية: Mario Elie)‏ مواليد 26 نوفمبر 1963 في نيويورك، هو لاعب كرة سلة أمريكي سابق أصبح مدرباً بدأ مسيرته الاحترافية في سنة 1986 يدرب فريق أورلاندو ماجيك في الرابطة الوطنية لكرة السلة. يبلغ طوله 6 قدم 7 بوصة (2.0 م). اعتزل اللعب في 2001.

## فرق لعب لها
- يونيون
- أوفارينسي لكرة السلة
- فيلادلفيا سفنتي سيكسرز
- غولدن ستايت ووريورز
- بورتلاند ترايل بلايزرز
- هيوستن روكتس
- سان أنطونيو سبرز

## روابط خارجية
- ماريو إيلي على موقع إن بي أي (الإنجليزية)
- ماريو إيلي على موقع سبورتس رفرنس (الإنجليزية)
- ماريو إيلي على موقع كرة السلة الأوروبية.كوم (الإنجليزية)
- ماريو إيلي على موقع ريلجم (الإنجليزية)
- ماريو إيلي على موقع بروبوليرز (الإنجليزية)
- ماريو إيلي على موقع سبورتس رفرنس (الإنجليزية)